# ورزشگاه سن سیرو
ورزشگاه فوتبال جوزپه مه آتزا(نام برای هواداران اینتر) (به ایتالیایی: Giuseppe Meazza) که عموماً با نام سن سیرو شناخته می‌شود (به ایتالیایی: San Siro)، واقع در منطقهٔ سن سیرو میلان ایتالیا است که ورزشگاه تیم‌های فوتبال آ.ث. میلان و اینتر میلان می‌باشد. هواداران اینتر معمولا ورزشگاه را «جوزپه مه آتزا» و هواداران آ.ث. میلان با نام «سن سیرو» صدا می‌زنند. گنجایش صندلی این ورزشگاه ۸۰٬۰۱۸ نفر است که آن را به بزرگ‌ترین ورزشگاه ایتالیا و یکی از بزرگ‌ترین ورزشگاه‌های اروپا تبدیل کرده است.
در ۲ مارس ۱۹۸۰، نام ورزشگاه سن سیرو به افتخار جوزپه مئاتزا، فاتح جام جهانی فوتبال در سال‌های ۱۹۳۴ و ۱۹۳۸ و بازیکن افسانه‌ای اینتر در دهه‌های ۲۰، ۳۰ و ۴۰ که مدت کوتاهی نیز در میلان بازی کرد، تغییر یافت.
بر اساس رتبه‌بندی ورزشگاه (یوفا)، سن سیرو یک ورزشگاه چهار ستاره است. در طول تاریخ، این ورزشگاه میزبان مسابقات مهم و مختلفی از جمله سه بازی در مسابقات جام جهانی فوتبال ۱۹۳۴، شش بازی در جام جهانی فوتبال ۱۹۹۰، سه بازی در جام ملت‌های اروپا ۱۹۸۰ و چهار فینال لیگ قهرمانان اروپا در سال‌های ۱۹۶۵، ۱۹۷۰، ۲۰۰۱ و ۲۰۱۶ بوده است. این ورزشگاه همچنین میزبان مراسم افتتاحیه المپیک زمستانی ۲۰۲۶ میلان و کورتینا دامپتزو خواهد بود. سن سیرو یکی از مکان‌های احتمالی برای میزبانی جام ملت‌های اروپا ۲۰۳۲ نیز می‌باشد.

## تاریخچه ورزشگاه

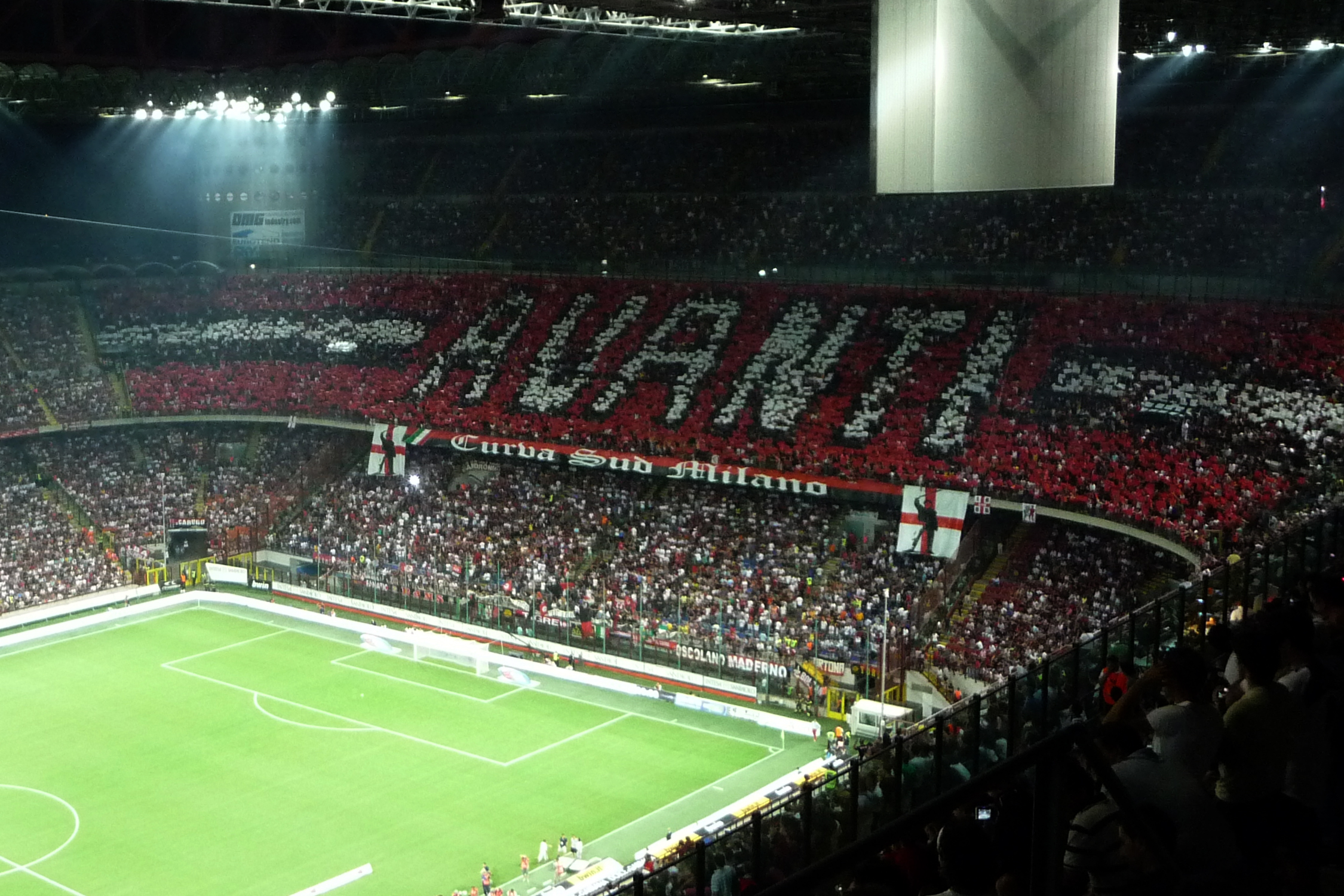
کورئوگرافی هواداران آ.ث. میلان در شهرآورد دلا مادونینا

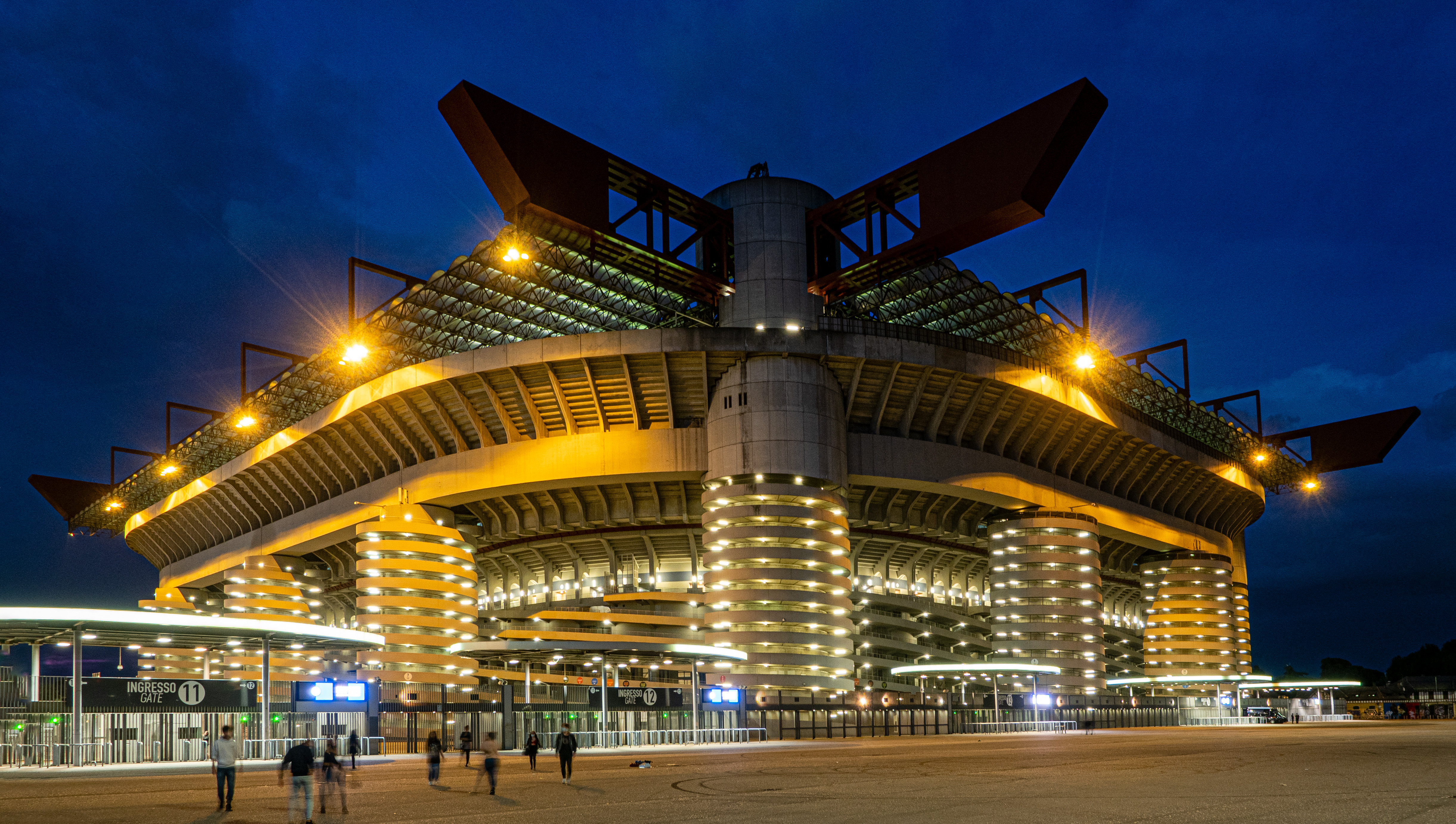
نمای ورزشگاه در شب

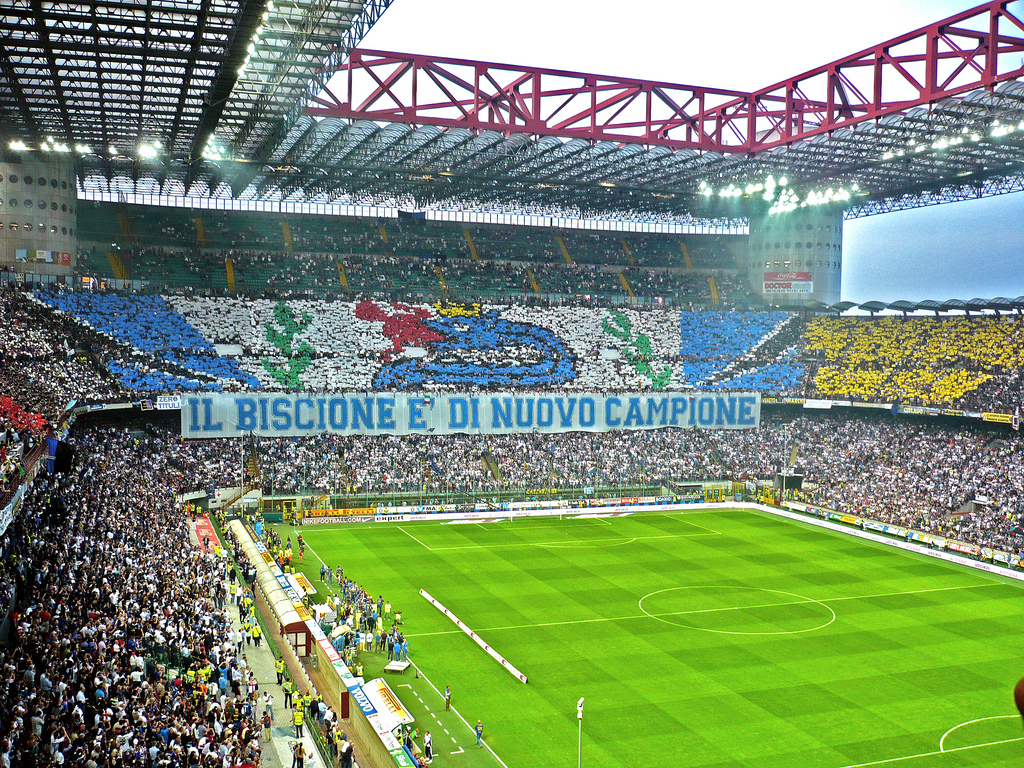
کورئوگرافی هواداران اینتر میلان در تقابل با سیه‌نا در سری آ

ساخت این ورزشگاه در سال ۱۹۲۵ و در منطقه ای از میلان به نام سن سیرو آغاز شد که این ورزشگاه جدید در ابتدا «Nuovo Stadio Calcistico San Siro» (ورزشگاه فوتبال جدید سن سیرو) نام داشت. ایده ساخت ورزشگاه در همان محل پیست اسب دوانی، متعلق به رئیس وقت باشگاه آ.ث. میلان، پیرو پیرلی بود. معماران، یک ورزشگاه خصوصی را فقط برای فوتبال طراحی کردند، بدون پیست‌های دو و میدانی که مشخصه ورزشگاه‌های ایتالیایی بود که با بودجه عمومی ساخته شده بودند. افتتاحیه در ۱۹ سپتامبر ۱۹۲۶ بود، زمانی که ۳۵۰۰۰ نفر تماشاگر دیداری دوستانه بودند که اینتر با نتیجه ۶–۳ آ.ث. میلان را شکست داد. در اصل این ورزشگاه، خانه و تحت مالکیت میلان بود. سرانجام در سال ۱۹۴۷، اینتر که قبلاً در مرکز شهر میلان و آرنا چیویکا بازی می‌کرد به سن سیرو نقل مکان کرد و از آن زمان تاکنون همراه با آ.ث. میلان مستأجر این ورزشگاه هستند و از این زمین به صورت مشترک استفاده می‌کنند.
از سال ۱۹۴۸ تا ۱۹۵۵، مهندسان آرماندو رونکا و فروچو کالتسولاری فاز دوم مرحله توسعه ورزشگاه را ارائه دادند که قرار بود گنجایش ورزشگاه را از ۵۰۰۰۰ به ۱۵۰۰۰۰ نفر افزایش دهند. کالتسولاری و رونکا سه حلقه (رینگ) اضافی با چیدمان عمودی از ردیف‌های تماشاگر را پیشنهاد کردند. نوزده رمپ مارپیچ - هر یک به طول ۲۰۰ متر - امکان دسترسی به طبقات بالایی را فراهم می‌کرد. در حین ساخت، اجرای بالاترین حلقه (رینگ) از سه حلقه کنار گذاشته شد و تعداد تماشاگران به ۱۰۰۰۰۰ نفر محدود شد. سپس به دلایل امنیتی، گنجایش صندلی به ۶۰۰۰۰ و گنجایش ایستاده به ۲۵۰۰۰ نفر کاهش یافت.
در ۲ مارس ۱۹۸۰ این ورزشگاه به نام «جوزپه مه آتزا» (۱۹۷۹–۱۹۱۰)، یکی از مشهورترین فوتبالیست‌های شهر میلان نامگذاری شد. برای مدتی، هواداران اینتر به دلیل ارتباط قوی تر مئاتزا با این باشگاه (۱۴ سال به عنوان بازیکن، سه دوره به عنوان مربی) ورزشگاه را «جوزپه مه آتزا» صدا می‌زدند. با این حال، در سال‌های اخیر، هواداران اینتر و میلان ورزشگاه را به سادگی سن سیرو صدا می‌زنند.
آخرین بازسازی بزرگ برای سن سیرو که ۶۰ میلیون دلار هزینه داشت، بین سال‌های ۱۹۸۷ تا ۱۹۹۰ و برای جام جهانی فوتبال ۱۹۹۰ بود. تصمیم گرفته شد که با افزایش گنجایش ورزشگاه به ۸۵۰۰۰ تماشاگر و ساخت سقف، ورزشگاه مدرن سازی شود. شهرداری میلان کار را به معماران جانکارلو راگاتزی و انریکو اوفر و مهندس لئو فینتسی سپرد. برای افزایش گنجایش، حلقه (رینگ) سوم (فقط در دو گوشه و در سکوی غربی) ساخته شد که بر روی یازده برج پشتیبانی که به وسیله رمپ‌های مارپیچ احاطه شده‌اند قرار دارد که امکان دسترسی به عموم را فراهم می‌کند. چهار برج از این یازده برج بتنی در گوشه‌ها قرار داشتند تا سقف جدیدی را پشتیبانی کنند که دارای تیرهای قرمز برجسته است.
در سال ۱۹۹۶، موزه ای در داخل ورزشگاه افتتاح شد که تاریخ آ.ث. میلان و اینترناتزیوناله را به تصویر می‌کشد، با پیراهن‌های تاریخی، جام‌ها و افتخارات، کفش‌ها، اشیاء هنری و انواع سوغاتی در معرض دید بازدیدکنندگان قرار می‌گیرد.
شهرآورد دلا مادونینا در سال‌های ۲۰۰۳، ۲۰۰۵ و ۲۰۲۳ و در مرحله حذفی لیگ قهرمانان اروپا در سن سیرو برگزار شده است که در دو مورد اول با پیروزی آ.ث. میلان و در تقابل آخر با پیروزی اینتر میلان همراه شد. واکنش هواداران اینتر به شکست قریب‌الوقوع در بازی سال ۲۰۰۵ (پرتاب مواد آتش زا و اشیاء دیگر به سوی بازیکنان میلان که باعث شد مسابقه ناتمام بماند) موجب شد این باشگاه با جریمه سنگین چهار بازی محرومیت از حضور تماشاگران در مسابقات اروپایی فصل آینده مواجه شود.
جدا از اینکه میلان و اینتر از این ورزشگاه استفاده می‌کنند، تیم ملی فوتبال ایتالیا نیز تعدادی از مسابقات خود را در آنجا برگزار می‌کند. همچنین این ورزشگاه میزبان فینال‌های جام باشگاهای اروپا در سال ۱۹۶۵ (با قهرمانی اینتر)، ۱۹۷۰ (با قهرمانی با فاینورد) و فینال‌های لیگ قهرمانان اروپا در سال‌های ۲۰۰۱ (با قهرمانی بایرن مونیخ) و ۲۰۱۶ (با قهرمانی رئال مادرید) بوده است.
این ورزشگاه همچنین میزبان بازی خانگی سه فینال جام یوفا که اینتر در آن شرکت می‌کرد (۱۹۹۱، ۱۹۹۴، ۱۹۹۷) نیز بود؛ زمانی که فینال این مسابقات در دو دیدار رفت و برگشت انجام می‌شد. یوونتوس نیز در فینال جام یوفا ۱۹۹۵ از این ورزشگاه برای بازی خانگی خود استفاده کرد زیرا آنها تصمیم گرفتند بزرگ‌ترین بازی‌های خود را در استادیوم خودشان در آن زمان یعنی دل آلپی انجام ندهند. در هر یک از فینال‌ها به غیر از سال ۱۹۹۱، دیدار برگشت در سن سیرو برگزار شد و برندگان جام را در آنجا بالای سر بردند. با این حال، از فصل ۹۸–۱۹۹۷ و از زمانی که مسابقه فینال به صورت تک بازی تغییر یافت، سن سیرو هنوز به عنوان ورزشگاه میزبان انتخاب نشده است.
این ورزشگاه هرگز میزبان فینال جام برندگان جام اروپا نبوده است اما میزبان جام لاتین در سال ۱۹۵۱ بود، رقابتی چهارجانبه که با قهرمانی آ.ث. میلان همراه شد. این شهر همچنین محل برگزاری مسابقات جام لاتین در سال ۱۹۵۶ (که باز هم با قهرمانی آ.ث. میلان همراه شد) بود، هرچند که آن مسابقات در آرنا چیویکا برگزار شد.
در بحبوحه همه‌گیری کووید-۱۹ در ایتالیا در ۲۵ مارس، آسوشیتد پرس بازی لیگ قهرمانان اروپا بین آتالانتا و والنسیا اسپانیا در ۱۹ فوریه در سن سیرو را به عنوان «بازی صفر» نامگذاری کرد. این بازی اولین باری بود که آتالانتا به مرحله یک شانزدهم نهایی لیگ قهرمانان اروپا راه پیدا کرد و بیش از ۴۰۰۰۰ تماشاگر - حدود یک سوم جمعیت برگامو - در ورزشگاه حضور داشتند. تا ۲۴ مارس، تست تقریباً ۷۰۰۰ نفر در استان برگامو برای کووید-۱۹ مثبت شد و بیش از ۱۰۰۰ نفر بر اثر این ویروس جان خود را از دست دادند که برگامو را به آسیب دیده‌ترین استان ایتالیا در طول همه‌گیری تبدیل کرد.

### جایگزینی احتمالی
در ۲۴ ژوئن ۲۰۱۹، میلان و اینتر قصد خود را برای ساخت یک ورزشگاه جدید به جای سن سیرو اعلام کردند. ورزشگاه جدید با ظرفیت ۶۰۰۰۰ نفر که قرار بود در کنار سن سیرو ساخته شود، در ابتدا ۸۰۰ میلیون دلار هزینه داشت و برای فصل ۲۳–۲۰۲۲ آماده می‌شد، هرچند که این اتفاق نیفتاد.
جوزپه سالا، شهردار فعلی میلان و کومونه میلان درخواست زمان کردند و تأکید کردند که سن سیرو حداقل تا المپیک زمستانی و پارالمپیک زمستانی ۲۰۲۶ که در میلان و کورتینا دامپتزو برگزار می‌شود، حفظ خواهد شد. پروژه پیشنهادی با تردید و مخالفت چند تن از هواداران هر دو تیم نیز مواجه شد.
در ۲۶ سپتامبر ۲۰۱۹، میلان و اینتر دو طرح بالقوه برای ورزشگاه جدید در کنار زمین اصلی منتشر کردند که به‌طور آزمایشی به نام «Nuovo Stadio Milano» نامگذاری شد که به ترتیب توسط «پاپولوس» (Populous) و «مانیکا» (MANICA) طراحی شده بود. در ۲۲ مه ۲۰۲۰، مقامات میراث ایتالیا هیچ اعتراضی به تخریب سن سیرو نداشتند. در ۲۱ دسامبر ۲۰۲۱، پروژه پاپولوس انتخاب شد.
در ۲۷ سپتامبر ۲۰۲۳، پائولو اسکارونی رئیس باشگاه میلان اعلام کرد که باشگاه پیشنهادی برای ساخت یک ورزشگاه جدید ۷۰۰۰۰ نفری در کنار مقر باشگاه و موزه در کومونه سان دوناتو میلانزه، در حومه جنوب میلان ارائه کرده است.

## هدیه‌ای از پیرو پیرلی
ورزشگاه سن سیرو هدیه‌ای از طرف پیرو پیرلی، رئیس وقت آ.ث. میلان (۱۹۲۹–۱۹۰۹)، به باشگاه خودش یعنی میلان بود. سن سیرو تنها در مدت ۱۳ ماه و ۱۵ روز با کار مداوم و تلاش ۱۲۰ کارگر ساختمانی بنا شد. هزینه ساخت این ورزشگاه در آن زمان حدود ۵ میلیون لیره بود که با معادل‌سازی به زمان حال، مبلغی حدود ۳ و نیم میلیون دلار تخمین زده می‌شود. طرح سن سیرو توسط اولیسه استاکینی بر روی نقشه پیاده شد و آلبرتو کوجینی، مهندس مشهور ایتالیایی که در معماری طرح‌های بزرگی در ایتالیا از جمله «ایستگاه مرکزی میلان» نظارت داشت، مسئولیت معماری سن سیرو را برعهده گرفت.

## افتتاح سن سیرو
سن سیرو برمبنای معماری ورزشگاه‌های انگلیسی طراحی شده بود، فقط برای روح فوتبالی و متشکل از ۴ جایگاه که در مجموع ۳۵۰۰۰ تماشاچی را در خود جای می‌داد. سن سیرو در ۱۹ سپتامبر ۱۹۲۶ و در حالی که ورزشگاه مملو از تماشاچی شاهد شکست ۶–۳ میلان در برابر اینتـر بودند افتتاح شد. اولین بازی لیگ در این ورزشگاه نیز با شکست میلان در برابر سمپیردارنزه به انجام رسید، در حالی که اولین بازی بین‌المللی در این ورزشگاه، در ۲۰ فوریه ۱۹۲۷ و با تساوی ایتالیا برابر چک اسلواکی به پایان رسید. تا پایان سال ۱۹۴۹، سن سیرو جزو اموال خصوصی باشگاه میلان محسوب می‌شد. در آن زمان‌ها اینتـر بازی‌های خانگی خود را در آرنا چیویکا که در مرکز شهر میلان قرار داشت برگزار می‌کرد. این تئاتر فوتبال از آن زمان تاکنون تحت چندین بازسازی بزرگ قرار گرفته است تا به شکل امروز خود درآمده است.

## توسعه و افزایش گنجایش

### اولین عملیات افزایش گنجایش
باشگاه میلان ورزشگاه سن سیرو را در سال ۱۹۳۵ به شواری شهر میلان واگذار کرد و سه سال بعد از آن واگذاری تصمیم به افزایش گنجایش این ورزشگاه گرفته شد. فوتبال روز به روز در حال افزایش محبوبیت در بین هوادارن بود، و نیاز مبرم به ورزشگاهی با گنجایش بیشتر حس می‌شد. این مأموریت به معمار آرماندو رونکا و مهندس فروچو کالتسولاری واگذار شد و آن‌ها توانستند از ظرفیت و پتانسیل قابل توسعه معماری اولیه این ورزشگاه بهره ببرند و شروع به بزرگ‌سازی آن کنند. در سال ۱۹۵۲، ظرفیت ورزشگاه برای ۱۵۰۰۰۰ تماشاچی طراحی شده بود، اما شورای شهر این تصمیم را نپذیرفت و گفتگو طراحان ورزشگاه با این شورا بی‌نتیجه ماند. بعد از خرج ۵٫۱ میلیون لیره برای مدرن‌سازی سن سیرو، افتتاح دوباره ورزشگاه در تاریخ ۱۳ می ۱۹۳۹ و در حالی که ایتالیا در برابر انگلستان ۲–۲ متوقف شد، به انجام رسید. مجموع دریافتی‌ها از باجه‌های سن سیرو در آن بازی مبلغی حدود ۱٫۲ میلیون لیره بود.

### مرحله دوم توسعه سن سیرو
فاز دوم مرحله توسعه سن سیرو در سال ۱۹۵۴ شروع شد و دوازده ماه بعد در تاریخ ۲۶ اکتبر ۱۹۵۵، با گنجایشی معادل ۸۵۰۰۰ تماشاچی این ورزشگاه تاریخی مجدداً افتتاح شد. اولین نورافکن‌ها در این ورزشگاه و در سال ۱۹۵۷ نصب شد و به دنبال آن در سال ۱۹۶۷ اسکوربرد الکترونیکی در آن نصب گردید. نورافکن‌ها در سال ۱۹۷۹، زمانی که طبقه‌های دوم ورزشگاه توسعه یافتند مدرن‌سازی شدند. نام سن سیرو به‌طور رسمی در ۲ مارس ۱۹۸۰ به افتخار جوزپه مئاتزا، بازیکن افسانه‌ای اینتر در دهه‌های ۲۰، ۳۰ و ۴۰ (که مدت کوتاهی نیز در میلان بازی کرد) تغییر یافت. در سال ۱۹۸۶، طبقه اول سکوها به‌طور کامل به صندلی مجهز شد و به صورت بخش‌های جداگانه شماره‌گذاری و رنگ شد. جایگاه مرکزی و اصلی به رنگ قرمز و جایگاه‌های مجاور و روبرو به رنگ نارنجی، جایگاه شمالی پشت دروازه یعنی جایگاه هواداران افراطی اینتر ملقب به «کوروا نورد» به رنگ سبز و جایگاه جنوبی پشت دروازه یعنی جایگاه هواداران افراطی میلان ملقب به «کوروا سود» به رنگ آبی نقاشی شدند.

### مرحله سوم توسعه سن سیرو
برای رخداد بزرگ جام جهانی ۱۹۹۰ ایتالیا، مسئولان شهر میلان بعد از این که به علت هزینه‌های سنگین برای ساختن یک ورزشگاه جدید با مخالفت مواجه شدند، به فکر بازسازی مجدد ورزشگاه مه آتزا افتادند. ایده اولیه برای ترمیم این ورزشگاه به گونه‌ای آینده گرا و چشم‌نواز بود: ساختن طبقه سوم برای جایگاه‌ها و ساخت سقف برای ورزشگاه برای محافظت از همه تماشاچیان. این طرح توسط معمار جانکارلو راگاتزی، معمار انریکو اوفر و مهندس لئو فینتسی در حالی که اهداف آن‌ها ایجاد طبقه سوم به صورت مستقل و با استفاده از زمین‌های اطراف ورزشگاه بود، شروع به کار کرد. ساختار طبقه سوم ورزشگاه سن سیرو بر پایه ۱۱ برج سیلندر مانند بنا نهاده شده است. این ستون‌ها همچنین دسترسی به جایگاه‌ها و بخش‌های سرویس دهی مختلف را ممکن می‌سازد، ضمن اینکه ساختار آن کاملاً مجزا از ساختار اصلی ورزشگاه است. چهار عدد از این ستون‌ها تیرهای مشبک سقف ورزشگاه را نگهداری و پشتیبانی می‌کنند. برای راحتی تمام تماشاچیانی که از بازی‌ها دیدن می‌کنند، تمام صندلی‌ها به‌طور ارگنومیکی طراحی شده‌اند، همچنین برای شناسایی بخش‌های اصلی ورزشگاه تمام صندلی‌ها به چهار رنگ مختلف رنگ شده و شماره‌گذاری نیز شده‌اند. تمام ۸۵۰۰۰ تماشاچی حاضر در ورزشگاه توسط سقف انحنا دار سن سیرو که ساخته شده از پلی کربنات است حفاظت می‌شوند. علاوه بر موارد ذکر شده، سیستم سرمایشی و گرمایشی مدرن به همراه سیستم روشنایی شناور برای راحتی تماشاچیان نصب شده‌اند. در تاریخ ۸ ژوئن ۱۹۹۰، سن سیرو پذیرای مراسم افتتاحیه جام جهانی و به دنبال آن بازی افتتاحیه آرژانتین و کامرون بود. از آن زمان تا کنون «اسکالا دل کالچو» پذیرای میلیون‌ها هوادار در بازی‌های مختلف بوده است. در تابستان سال ۲۰۰۸، مطابق خواسته‌های قوانین یوفا تغییراتی در ساختار ورزشگاه به وجود آمد و ظرفیت آن به ۸۰۰۱۸ نفر کاهش یافت.

## اعداد و ارقام
برای تکمیل ساخت سن سیرو، ۱۰۰۰۰ کونتال سیمان، ۳۵۰۰ متر مربع ماسه، و ۱۵۰۰ کونتال آهن استفاده شده است. همچنین از ۸۰ کیلوگرم گچ برای علامت‌گذاری ۱۰۵ متر از طول و ۶۸ متر از عرض زمین استفاده شده است. فنس‌های محیطی در ابعاد ۲۰۴ در ۲۹۶ متر هستند که ۱۱۰۰ و ۱۲۰۰ تن وزن دارند. سقف‌ها به ۲۵۶ چراغ‌های نورافکنی که قدرت روشنایی ۱۵۰۰ وات را دارند مجهز شده‌اند. برای ساخت قسمت‌های اصلی ساختار، دو جرثقیل بلند ۶۴ متری در محل ورزشگاه قرار گرفته‌اند. در داخل ورزشگاه نیز، خروجی اضطراری و آسانسور بخش سرویس‌ها با ظرفیت ۱۰۰۰ کیلوگرم نصب شده است. سن سیرو در کنار زمین مسابقه اسب دوانی شهر و در فاصله ۶ کیلومتری مرکز شهر میلان بنا شده است.

## فراتر از فوتبال
ورزشگاه سن سیرو نمادی از شهر میلان است. (مانند وضعیتی که اسکالا و دومو در شهر میلان دارند) سن سیرو نه تنها برای فوتبال، بلکه برای رخدادهای مهم دیگر نیز همواره مورد استفاده بوده است. برای مثال، مسابقه بوکس بین دولیلو لویی و کالو ارتیس در ۱ سپتامبر ۱۹۶۰، مسابقه‌ای برای عنوان جهانی والتر جونیور، در این ورزشگاه برگزار شد. ۵۰۰۴۳ نفر از نزدیک شاهد این رخداد بزرگ بودند و از این تعداد ۸۰۰۰ نفر در اطراف رینگ بوکس قرار گرفته بودند. این رقابت با پیروزی طرف ایتالیایی به اتمام رسید و به همراه خود ۱۳۰ میلیون درآمدزایی کرد. سن سیرو حتی پذیرای بسیاری از کنسرت‌ها نیز بوده است. باب مارلی در ۲۷ ژوئن ۱۹۸۰ نمایش خود را در جایگاه شمالی به اجرا گذاشت. در آن مراسم ۹۰۰۰۰ نفر از نمایش دیدنی این موزیسین جامائیکایی استقبال کردند. برای بروس اسپرینگسین در سال ۱۹۸۵ نیز چنین استقبالی به عمل آمد. جایگاه قرمز حتی پذیرای یک دیسکو از نوع محوطه باز نیز بود. اکنون در ضلع جنوبی، موزه‌ای بنا شده است که در آن افتخارات میلان و اینتـر از طریق تمام افرادی که در این افتخارات نقش داشتند، به یادگار مانده است. ورزشگاه در زمانی که در آن مسابقه ای برگزار نمی‌شود، می‌تواند پذیرای ۵۰ هزار ملاقات‌کننده باشد. از اول ژوئیه سال ۲۰۰۰، سن سیرو به‌طور مشترک توسط دو تیم شهر میلان یعنی آ.ث. میلان و اینتر میلان اداره می‌شود.